# Matthew Evans, Baron Evans of Temple Guiting
Matthew Evans, Baron Evans of Temple Guiting CBE (* 7. August 1941; † 6. Juli 2016) war ein britischer Verleger und Politiker der Labour Party und Mitglied des House of Lords. Evans’ Vater war der Schriftsteller George Ewart Evans.
1964 begann Evans für den Verlag Faber & Faber zu arbeiten und wurde 1971 Geschäftsführer und 1980 außerdem Vorsitzender des Unternehmens.  Evans war auch Direktor des British Film Institute und Vorsitzender des Museums, Libraries and Archives Council.
Im Mai 2000 wurde er als Baron Evans of Temple Guiting, of Temple Guiting in the County of Gloucestershire, zum Life Peer erhoben. Im House of Lords agierte er von 2002 bis 2007 als Whip und war ab 2003 Sprecher für das Department for Constitutional Affairs. Des Weiteren war er Sprecher des Department for Communities and Local Government, des Department of Trade and Industry, des Department for Work and Pensions, und des Schatzamtes. Er verließ 2007 die Regierung, um zur Schweizer Bank EFG International zu gehen.
Er war mit der Literaturagentin Caroline Michel verheiratet.